# Glasvegas
Glasvegas is een alternatieve-rockband uit Glasgow. De band bestaat uit zanger James Allan, zijn neef en gitarist Rab Allan en bassist Paul Donoghue. Glasvegas werd in 2006 ontdekt door Alan McGee en brachten daarna twee singles uit die in de Britse Singles Chart belandden: "Geraldine" en "Daddy's Gone". In 2008 bracht de band twee albums uit: het debuut Glasvegas en het kerstalbum A Snowflake Fell (And It Felt Like A Kiss).

## Biografie
Glasvegas werd in 2003 gevormd met ex-voetballer James Allan als leadzanger. Hij speelde van 1998 tot 2005 bij Falkirk FC. Samen met Allans neef Rab, bassist Paul Donoghue en drummer Ryan Ross was de line-up compleet. Ze toerden tussen 2003 en 2006 veel door Schotland. In 2004 verliet Ross de band. Hij werd vervangen: Caroline McKay, op dat moment assistente bij een platenzaak, werd gevraagd voor de drums (en dat terwijl ze nog nooit het instrument bespeeld had). Glasvegas werd in 2006 door Alan McGee ontdekt in de King Tut's Wah Wah Hut, een kleine zaal in Glasgow. McGee verklaarde dat Glasvegas "de beste Schotse band was die hij in 20 jaar had gezien". Op 30 oktober 2006 bracht de band "Go Square Go!" uit, een single die volledig zelf gefinancierd werd. Na de tweede single "Daddy's Gone" in november 2007 ontstond er een concurrentiestrijd tussen de verschillende platenmaatschappijen om de handtekening van Glasvegas. Uiteindelijk koos de band voor een contract bij Columbia Records.
In 2007 verkoos NME de single "Daddy's Gone" tot het op een na beste single van het jaar. Glasvegas stond ondertussen in het voorprogramma van onder andere Dirty Pretty Things en Ian Brown. Tijdens de NME Awards van 2008 won Glasvegas de Philip Hall Radar Award. Ook hield BBC een Sounds of 2008-poll, waar de meest talentvolle nieuwkomers in de muziek werden gekozen. Glasvegas eindigde op de vierde plaats. Op 25 augustus kwam de single "Daddy's Gone" opnieuw uit. Deze single werd eerst 2000 maal gedrukt via Sane Man, maar na het contract bij Columbia werd het opnieuw uitgebracht. In 2008 stond de band op de Reading en Leeds Festivals. Het debuutalbum Glasvegas, geproduceerd door James Allan en Rich Costey, kwam op 8 september uit. Het album werd gevolgd door een reeks concerten in Engeland en de Verenigde Staten. In november speelde Glasvegas als het voorprogramma van Echo & The Bunnymen.
Tussen de concertreeks door vertrok de band naar Transsylvanië om een kerstalbum op te nemen. Het mini-album kreeg de naam A Snowflake Fell (And It Felt Like A Kiss) en werd op 1 december uitgebracht. Begin 2009 was Glasvegas te zien in de Shockwave NME Awards Tour. Later in het jaar was de band het voorprogramma bij enkele optredens van U2. In maart 2010 besloot drumster Caroline McKay de band te verlaten. Op 8 juli 2011 werd bekendgemaakt dat Glasvegas naar Pukkelpop 2011 komt. Daar zullen ze donderdag 18 juli 2011 optreden.

## Muziekstijl
De stijl van Glasvegas wordt omschreven als "shoegaze/new wave meets sixtiespop". Het 'Wall of sound'-geluid met dromerige melodieën en een galmend gitaargeluid wat kenmerkend is voor shoegaze, is goed te horen. Glasvegas kenmerkt zich ook met een minimalistisch geluid en een soort jaren 50-rockabilly, of zoals BBC het noemt "The Jesus and Mary Chain die de Grease-soundtrack doet". Zanger James Allan: "Het is een minimalistische aanpak voor het ritme, maar dat betekent wel dat er veel ruimte is voor overige dingen, zoals orkestmuziek of klassieke muziek. Ik probeer mijn gitaren zo veel mogelijk als een orkest te laten klinken." Doordat de gitaar bij Glasvegas niet domineert maar meer als achtergrond fungeert, is er meer aandacht voor bijvoorbeeld drums en Allans zang met het zware Schotse accent. Allan vertelt over zijn accent dat het nooit echt de vraag was geweest of hij het zou gebruiken of niet: "Vanaf mijn kindertijd vond ik het Glasgow-accent mooi en exotisch. Soms proberen mensen het te verbergen omdat je niet opgroeit met de vele coole dingen van Glasgow. Maar het is een zegen om met het accent te praten."

## Discografie

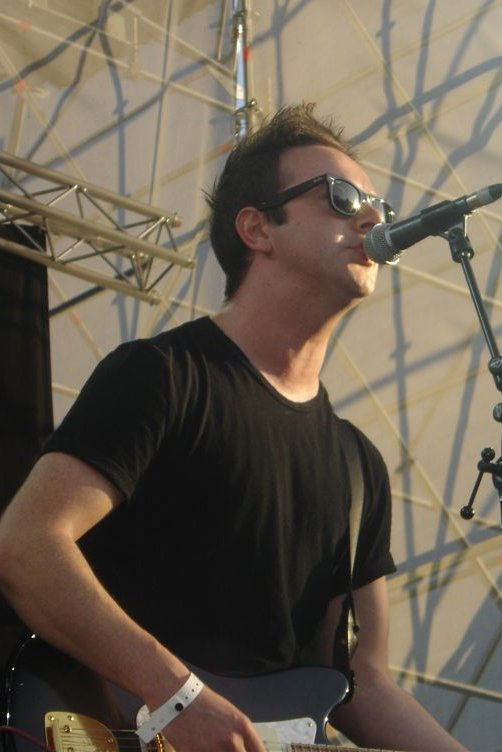
James Allan tijdens het Spaanse Summercase in 2008.

### Albums
- 2008 • Glasvegas
- 2008 • A Snowflake Fell (And It Felt Like A Kiss)
- 2011 • Euphoric Heartbreak

### Singles
- 2006 - "Go Square Go!"
- 2007 - "Daddy's Gone"
- 2008 - "It's My Own Cheating Heart That Makes Me Cry"
- 2008 - "Geraldine"
- 2008 - "Daddy's Gone"
- 2008 - "Please Come Back Home"
- 2008 - "A Snowflake Fell (And It Felt Like a Kiss)"
- 2009 - "Flowers & Football Tops"
- 2011 - "Euphoria, Take My Hand"